# Real Word Data Catalogue
Der Real World Data Catalogue (RWD-Katalog) ist eine Initiative der Europäischen Arzneimittel-Agentur (EMA), die darauf abzielt, den Zugang zu und die Nutzung von Real World Data (RWD) im Gesundheitswesen zu erleichtern. Der Katalog ist öffentlich zugänglich und kann über das Internetportal der EMA abgerufen werden. Nutzer können gezielt nach Datenquellen suchen und erhalten Informationen zu Eigentümern, Populationen, Datentypen, Zeiträumen sowie Zugangsbedingungen.
RWD bezieht sich auf gesundheitsbezogene Daten, die außerhalb traditioneller klinischer Studien gesammelt werden, wie z. B. elektronische Gesundheitsakten, Registerdaten, Daten aus Krankenkassen oder patientengenerierte Daten.
Der RWD-Katalog der EMA dient als zentrales Verzeichnis, das Forschern, Arzneimittelentwicklern und Regulierungsbehörden einen strukturierten Überblick über verfügbare Datenquellen bietet. Ziel des Katalogs ist es, die Qualität und Transparenz von RWD zu fördern, indem er umfassende Informationen über die Herkunft, den Inhalt und die Zugänglichkeit der Datenquellen bereitstellt.
Der Katalog ist ein wichtiges Instrument im Rahmen der Bemühungen der EMA, die evidenzbasierte Entscheidungsfindung im Gesundheitswesen zu unterstützen. Er trägt dazu bei, die Verwendung von RWD in der Arzneimittelzulassung, der Pharmakovigilanz und der Gesundheitsforschung insgesamt zu verbessern.
Der RWD-Katalog ersetzt das frühere EU PAS Register und die European Network of Centres for Pharmacoepidemiology and Pharmacovigilance (ENCePP) Datenbank der EMA.  Im Mai 2025 enthielt der Katalog 247 verschiedene Datenquellen und 3074 Studien aus 785 Institutionen.